# 高虎城
高虎城（1951年8月15日—），山西朔州人。男，汉族。中华人民共和国政治人物，1987年加入中国共产党。北京第二外国语学院法语系毕业，法国巴黎第七大学经济社会学博士，高级经济师。第十八届中共中央委员。曾任中华人民共和国商务部部长。

## 早年经历
高虎城中学毕业后，响应中共中央关于知识青年“上山下乡”的号召，到山西阳高县大泉山村插队劳动。1970年通过工厂招工返回城市，在大同市南郊水泥厂当工人。1972年，获推荐进入北京第二外国语学院，学习法语。1975年，公派扎伊尔国立大学留学。1977年回国后，被派往中国驻刚果使馆商务处工作。1981年，调入中国机械进出口总公司，曾负责公司驻法国合资业务；在法国工作期间，获得巴黎第七大学经济社会学博士学位。1987年回国后，历任中国机械进出口总公司副处长、处长，下属中国华润有限公司专职党委副书记、公司副总经理，1992年明确为副司级干部。

## 外贸高官
1994年11月，任外经贸部计划财务司司长。1997年5月，任外经贸部部长助理，是吴仪的副手之一。
2002年9月，外放广西，任广西壮族自治区人民政府副主席。
2003年11月，回到中央，任商务部党组成员、副部长。2005年4月，兼任中国国际贸易谈判代表。2009年4月，任商务部党组副书记、副部长。2010年7月，任商务部国际贸易谈判代表（正部长级）兼副部长、党组副书记。2013年3月，任商务部部长、党组书记。2017年2月，不再担任商务部部长。
在2012年11月召开的中共十八大上，当选中央委员。2018年2月24日，当选为第十三届全国人大代表。

## 家族
《华尔街日报》2月6日报导，高珏是中共现任商务部长高虎城的儿子。根据摩根大通高管的电邮描述银行高管跟高虎城的晚宴，在高虎城的儿子（“不成熟、不负责任也不可靠”）面临裁员的时候，他对摩根大通说，如果摩根大通留下他儿子，他愿意向银行提供额外帮助（"go extra miles to help JPM in whatever way"
）。
在2010年末，高珏加入了法国巴黎银行的香港部门，不到一年后又跳槽去了瑞士信贷，2013年1月，高珏得到了现在的工作——加入了高盛香港的自然资源团队。
2015年5月29日，《朝鲜日报》转引《华尔街日报》的报道称美国司法部和证券交易委员会已在调查摩根大通涉嫌舞弊录用高珏之事，据称高珏2007年就业面试中成绩最差，而摩根大通对高珏向同事发送性骚扰邮件也视而不见。

## 荣誉

### 外国勋章奖章
- 友好合作大十字勋章（柬埔寨，2016年8月1日于金边颁发[15]）
- 乌拉圭东岸共和国奖章（乌拉圭，2016年10月7日批准[16]）
- 达纳克尔勋章（吉尔吉斯斯坦，2017年1月6日于北京颁发[17]）